# Windbalea
Windbalea é um género de insecto da família Tettigoniidae.
Este género contém as seguintes espécies:
- Windbalea viride